# Alexis Petridis
Alexis Petridis (Sunderland, 13 settembre 1971) è un giornalista e critico musicale britannico.
Capo del reparto di critica di rock e pop del The Guardian, è anche regolare contributore di GQ. Oltre al suo giornalismo musicale, ha scritto una rubrica settimanale nella sezione moda Weekend del The Guardian, oltre a contribuire alla colonna "Lost in Showbiz".
Petridis è nato a Sunderland nel nord dell'Inghilterra, prima di trasferirsi a Buckinghamshire Dopo aver studiato al Dr Challoner's Grammar School di Amersham, cominciò come giornalista nell'Università di Cambridge contribuendo al periodico studentesco Varsity. Fu l'ultimo editor del defunto periodico musicale Select. Fu il ghostwriter dell'autobiografia di Elton John Me.
Petridis ha vinto la categoria "Record Reviews Writer of the Year" ai premi Record of the Day otto volte, ogni anno dal 2005 al 2012, oltre a vincere "Artist and Music Features: Writer of the year" nel 2006 e "Best Music Writer" (votato dagli studenti) nel 2012. Nel 2017, è stato insignito della Fellowship dal Leeds College of Music.